# Hydroliza soli
Hydroliza soli – reakcja chemiczna zachodząca zaraz po dysocjacji elektrolitycznej soli w trakcie rozpuszczania ich w wodzie. Reakcja ta powoduje, że roztwory wielu soli nie mają obojętnego pH, lecz są bardziej lub mniej kwasowe lub zasadowe.
Jony powstające w wyniku dysocjacji soli, są z punktu widzenia teorii Lewisa kwasami (kationy) lub zasadami (aniony), mogą więc one reagować z wodą tak, jakby były kwasami i zasadami w tradycyjnym rozumieniu (zgodnie z teorią Arrheniusa). To właśnie ta reakcja jest zwana hydrolizą elektrolityczną soli. Przebiega podobnie do reakcji innych słabych elektrolitów, a więc w przybliżeniu zgodnie z prawem rozcieńczeń Ostwalda.
Warto pamiętać, że w przypadku soli mocnego kwasu i mocnej zasady hydroliza nie zachodzi. Nie zachodzi także w przypadku soli, które są nierozpuszczalne w wodzie.

## Sól mocnego kwasu i słabej zasady
W przypadku soli mocnego kwasu i słabej zasady, jak np. chlorku amonowego (NH
4Cl), kation NH+
4 wchodząc w reakcję z wodą spełnia funkcję kwasu, odtwarzając w roztworze słabą zasadę, amoniak, NH
3 (czyli NH
3·H
2O) oraz wytwarzając jony hydroniowe H
3O+
:
NH+4 + H2O ⇌ NH3 + H3O+.
Stała równowagi tej reakcji jest w praktyce równa stałej dysocjacji kwasowej jonu amonowego:
{\displaystyle K_{h,NH_{4}Cl}=K_{a,NH_{4}^{+}}={\frac {K_{w}}{K_{b,NH_{3}}}},}
{\displaystyle K_{h}={\frac {[H_{3}O^{+}]\cdot [NH_{3}]}{[NH_{4}^{+}]}},}
gdyż udział produktów autodysocjacji wody jest w tym przypadku pomijalny. W związku z tym zgodnie z prawem Ostwalda można zapisać:
{\displaystyle K_{h}={\frac {\alpha _{h}^{2}c_{soli}}{1-\alpha }},}
gdzie:
- {\displaystyle [H_{3}O^{+}]=[NH_{3}]=\alpha _{h}C_{soli},}
- {\displaystyle \alpha _{h}} – stopień hydrolizy,
- {\displaystyle K_{w}} – iloczyn jonowy wody,
- {\displaystyle K_{a},} {\displaystyle K_{b}} – stałe dysocjacji kwasowej i zasadowej,
- {\displaystyle K_{h}} – stała równowagi hydrolizy i {\displaystyle pK_{h}=-\log _{10}K_{h},}
- {\displaystyle K_{a}\cdot K_{b}=K_{w}} dla sprzężonej pary kwas-zasada,
- {\displaystyle pK_{a}+pK_{b}=pK_{w},} gdzie p jest operatorem: pX = -log10(X).

## Sól słabego kwasu i mocnej zasady
Dla soli słabego kwasu i mocnej zasady (np. octanu sodu, CH
3COONa), anion octanowy CH
3COO−
 wchodzi w reakcję z cząsteczką wody z wytworzeniem cząsteczki kwasu octowego CH
3COOH i anionu wodorotlenowego:
CH
3COO−
 + H
2O  ⇄ CH
3COOH + OH−
.
Stała równowagi hydrolizy jest w praktyce równa stałej dysocjacji zasadowej jonu octanowego:
{\displaystyle K_{h,CH_{3}COONa}=K_{b,CH_{3}COO^{-}}={\frac {K_{w}}{K_{a,CH_{3}COOH}}},}
{\displaystyle K_{h}={\frac {[OH^{-}]\cdot [CH_{3}COOH]}{[CH_{3}COO^{-}]}}.}
Co po pominięciu produktów autodysocjacji wody i zastosowaniu prawa Ostwalda daje:
{\displaystyle K_{h}={\frac {\alpha _{h}^{2}c_{soli}}{1-\alpha }},}
gdzie:
- {\displaystyle [OH^{-}]=[CH_{3}COOH]=\alpha _{h}C_{soli}.}

## Sól słabej zasady i słabego kwasu
Jeżeli dana sól jest solą jednocześnie słabej zasady i słabego kwasu, wówczas podane powyżej równania komplikują się, gdyż powstające kationy i aniony są jednocześnie słabymi kwasami i zasadami Lewisa i prawo rozcieńczeń Ostwalda przestaje być dla nich spełnione.